# 香港航空地面服務有限公司
香港航空地面服務有限公司（英語：Hong Kong Aviation Ground Services Ltd.，簡稱HAGSL）是香港一間已歇業的航空地面客戶服務的公司，曾提供旅客地勤服務，亦包括行李處理服務、機場鐵路站登記櫃檯服務，及海天碼頭中轉服務。

## 歷史
中富航空自2006年更名為香港航空後，於2010年代急速發展；先後設立多個航線，由中國內地、台灣，至澳洲皆有其航點。港航的地勤服務一直由自家提供，直至2014年HAGSL成立，港航將所有乘客處理、行李服務及貴賓室業務交由HAGSL處理，直至HAGSL結業為止。
- 2014年：香港航空地面服務有限公司成立，當時主要處理香港航空及其他數間航空公司，如香港快運、維珍澳洲航空等的客運服務，及負責營運香港航空貴賓室。

- 2019年：除母公司香港航空外，其他航空公司的地勤業務均轉移至其他地勤公司負責。

- 2021年：因新冠肺炎疫情肆虐，導致全球航空業跌入低谷期，香港航空地面服務有限公司多次裁員無果，經營艱難下決定於2021年7月結束營運[1]，其所有剩餘的業務將交予港航旗下另一合資地勤公司新翔(香港)有限公司處理。而香港航空地面服務有限公司則正式走進歷史，成為香港有記錄以來壽命最短的機場地勤公司。

## 事故及爭議
- 2021年6月中旬：香港航空地面服務有限公司傳出於同年7月倒閉消息，當時過百名在職及前員工曾於香港航空票務部（香港國際機場一號客運大樓7樓K行列）拍照留念；事後一名居於大埔的員工因染上新冠肺炎，導致過百名在場同事及前員工需前往隔離酒店及竹篙灣檢疫中心進行隔離。[2]